# Wydział Budownictwa, Architektury i Inżynierii Środowiska Politechniki Bydgoskiej im. Jana i Jędrzeja Śniadeckich
Wydział Budownictwa, Architektury i Inżynierii Środowiska Politechniki Bydgoskiej im. Jana i Jędrzeja Śniadeckich (WBAiIŚ) – jeden z dziewięciu wydziałów Politechniki Bydgoskiej im. Jana i Jędrzeja Śniadeckich, utworzony w 1967.

## Struktura
- Dziekanat
- Katedra Architektury i Urbanistyki
- Katedra Budownictwa Ogólnego i Fizyki Budowli
- Katedra Budownictwa Zrównoważonego
- Katedra Geodezji, Gospodarki Przestrzennej i Nieruchomości
- Katedra Inżynierii Drogowej, Transportu i Geotechniki
- Katedra Inżynierii Środowiska
- Katedra Konstrukcji Budowlanych
- Katedra Mechaniki Konstrukcji i Materiałów Budowlanych
- Laboratorium Badawczo-Doświadczalne
- Terenowe Stacje Badawcze w Tleniu i Drzewiczu

## Kierunki studiów
- Architektura
- Budownictwo
- Geodezja i kartografia
- Inżynieria środowiska[4]

## Władze
- Dziekan: dr hab. inż. Maciej Dutkiewicz, prof. uczelni
- Prodziekan ds. kształcenia i spraw studenckich: dr hab. inż. Maria Wesołowska, prof. uczelni[5]